# Nicolae Stinghe

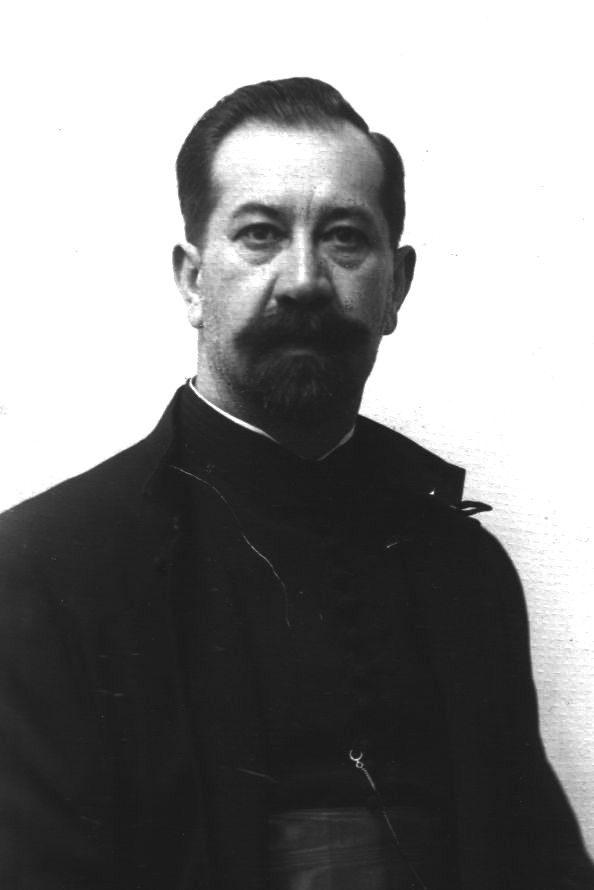
Pr. Nicolae Stinghe

Nicolae Stinghe (n. 23 septembrie 1883, Șcheii Brașovului – d. 29 septembrie 1960) a fost un preot român, Iconom Stavrofor Protopop al Brașovului.

## Biografie
Nicolae Stinghe, viitorul protopop al Brașovului, s-a născut la 23 septembrie 1883 în Șcheiul Brașovului, fiu al lui Vasile și al Elenei (născută Navrea). A rămas de timpuriu orfan fiind crescut de o mătușă - mama nașă  Bucur. Absolvent al Liceului A. Șaguna în 1902, termină teologia la Seminarul Andreian - Sibiu.
Între anii 1905-1907 urmează Universitatea de Teologie din Cernăuți , obținând titlul de doctor în teologie.
A fost profesor la Liceul Andrei Șaguna între anii 1907-1913 și 1927-1930.
Căsătorit în 1909 cu Octavia Pușcariu, fiica preotului Leonte Pușcariu din Sohodol - Bran, are doi copii, Florin (n.1914) și Florica (n.1916).
În 1913 devine preot paroh al Bisericii "Sf. Nicolae" din Șcheii Brașovului.
În perioada războiului 1916-1918, împreună cu alți preoți este deportat cu întreaga familie la Sopron, în extremitatea vestică a Ungariei. După terminarea războiului, găsindu-și gospodăria distrusă, își reia activitatea, asigurând totodată studii pentru copiii parohiei.
După finalizarea lucrărilor de construcție a actualei case parohiale din Piața Unirii nr. 1(1929), in anul 1937 devine Protopop al Brașovului.
La 6 aprilie 1941, la Biserica Sf. Nicolae, oficiază parastas la moartea marelui om de stat Nicolae Titulescu, mort departe de țara la Cannes.
În cadru festiv, în prezența ÎPS Nicolae Bălan, Protopopul Dr. Nicolae Stinghe este ridicat la rangul de Iconom Stavrofor în anul 1946.
În perioada anilor 1940 renovează Biserica Sf. Nicolae și restaurează pictura cu pictorul Costin Petrescu. Din lipsa de fonduri sistează lucrările. Ajutorul nesperat vine din partea familiei Mareșalului Antonescu, pe a cărui cheltuială se realizează tâmpla altarului și stranele din Biserică.
Ca fruntaș PNL-ist a fost viceprimar al Brașovului în timpul guvernării liberale în anul 1935.
În anul 1951, în urma resfințirii Bisericii pe motiv ca a fost profanată de comuniștii care au intrat în altar, a fost ridicat de către Securitate, tuns, anchetat și mutat la Dîrste, lângă Brașov, cu domiciliu forțat pînă în anul 1956.
După anul 1956 a luat parte din ce în ce mai rar la activitatea bisericească, stingîndu-se la vârsta de 77 de ani, în Brașov la 29 septembrie 1960.